# Protivin, Iowa
Protivin är en ort i Chickasaw County och Howard County i delstaten Iowa, USA.